# Special Interrogation Group
Lo Special Interrogation Group (spesso detto SIG) era una delle forze speciali messe in campo dal Regno Unito durante la seconda guerra mondiale nello scacchiere africano, composto da poche decine di elementi (meno di cento) quasi esclusivamente ebrei nati in Germania e nell'Europa orientale e trasferitisi in Palestina che, sfruttando la loro profonda conoscenza della lingua e dei costumi tedeschi, erano impiegati per svolgere compiti estremamente delicati o pericolosi quali:
- interrogare prigionieri di alto rango
- vestire come militari dell'Afrika Korps per
  - infiltrarsi oltre le linee nemiche per raccogliere informazioni
  - partecipare ad azioni di sabotaggio
  - mischiarsi a prigionieri di guerra per carpire loro informazioni

## Nomenclatura
Diversi sono i significati attribuiti all'acronimo SIG:
1. Special Intelligence Group (gruppo speciale di spionaggio)
2. Special Identification Group (gruppo speciale di identificazione)
3. Special Interrogation Group (gruppo speciale per gli interrogatori)

Quel che è certo è che erano inquadrati nello Squadrone D del 1st Special Service Regiment. Alcuni di loro furono reclutati direttamente dal Palmach, dall'Haganah e dall'Etzel (l'Irgun), organizzazioni paramilitari ebraiche che operavano per costruire uno Stato Ebraico.

## Storia
Fondatore dei SIG fu il Capitano Herbert Cecil A. Buck del Punjabis & Scots Guards. L'idea del reparto gli venne quando, dopo essere stato ferito ed imprigionato a Gazala, prucuratasi una divisa da ufficiale dell'Africa Korps e sfruttando la sua perfetta conoscenza della lingua tedesca, riuscì ad attraversare le linee nemiche senza alcuna difficoltà.
Per prepararsi ad assolvere le loro missioni i SIG si addestravano separatamente dagli altri soldati, vestivano divise tedesche, ne usavano armi e mezzi, ne studiavano ed applicavano regolamenti e metodi operativi ed usavano solo quella lingua per comunicare. D'altra parte passare per tedeschi senza destare sospetti era l'unica possibilità che avevano per sopravvivere oltre le linee nemiche perché, se scoperti, non avrebbero ottenuto il riconoscimento di prigionieri di guerra ed uccisi come spie.

La loro stessa esistenza era tenuta strettamente segreta per non mettere in allarme le forze dell'Asse.
I SIG erano addestrati all'uso di esplosivi, nella navigazione nel deserto e nei combattimenti a mani nude. Erano inoltre esperti meccanici e piloti di veicoli tedeschi.
Uno dei metodi più semplici e sicuri da loro utilizzati per raccogliere informazioni era la costituzione di posti di blocco oltre le linee nemiche.
Fra le altre azioni a cui parteciparono, si ricorda l'Operazione Daffodil, l'attacco alla base di Tobruk del 13-14 settembre 1942. In quell'occasione, travestiti da militari dell'Afrika Korps, scortarono altri militari britannici che si fingevano prigionieri penetrando insieme i primi dispositivi difensivi della base. L'operazione fallì, soprattutto per la reazione dei reparti italiani, e le forze britanniche persero 3 navi e diverse centinaia di uomini, i membri sopravvissuti dello Special Interrogation Group furono trasferiti nel Royal Pioneer Corps.